# 马青803武斗事件

马华公会

马青803武斗事件被喻为马来西亚华人公会（马华公会）青年团最黑暗的事件。2001年8月3日，马青第38届代表大会发生群殴，场面多次失控，虚报炸弹、打议长、抢麦克风等一系列事件。300多名支持该党总会长林良实的马青中委及中央代表退席抗议，被视为林良实支持者的总秘书姚长禄及副总团长卢诚国则遭代表罢免党职。时任马来西亚首相马哈迪·莫哈末吁请马华明智解决内部问题，以顾及国阵力量及国家利益。

## 背景
马青明显的分裂是在马华收购南洋报业事件发生后出现。获得基层支持的总团长翁诗杰倾向署理总会长林亚礼，反对收购南洋报业，因而受到支持林良实、控制马青中委会的总秘书姚长禄及副总团长卢诚国等领袖的对抗。

## 事件经过
2001年8月3日，在吉隆坡郊区一家酒店举行马青大会。开会中途，酒店接线生接获一通电话，以马来语及英语指出会场已被人暗置炸弹。警方接获投报后，如临大敌，派出大批警员及拆弹专家进入会场，疏散所有与会者及酒店职员。经过约30分钟检查后，证实是虚报炸弹。据媒体报道，这不仅是马青创立47年来首次出现大会发生虚报炸弹事件，也是马来西亚政党召开大会第一次出现类似情况。
两派支持者都对此事深感不满，互指是对方所为。在随后混乱的局面中，两派人马最终无法容忍而发生殴斗，并互丢椅子，约千名代表纷纷夺门而逃，一名维持秩序的纠察队员因被椅子击中而受伤。

## 调查
2001年9月3日，马华设立一个由马华元老组成的调查委员会，彻查马青武斗事件。6人元老调查委员会之后于10月16日成立。
12月7日，马华会长理事会以15票对5票，通过接纳元老调查委员会的报告，宣布马青623特大不合法及803大会议决案无效，姚长禄及卢诚国可保住总秘书及副总团长的职位。12月20日，马华中委会以31票对8票议决冻结马青中委会，委任由马华前全国组织秘书黄循营为首的三人委员会接管马青总团。
2002年7月2日，马华会长理事会宣布三人委员会即起解散，还政马青。